# بیت جمال
بیت جمال (به لاتین: Beit Jimal) یک صومعه کاتولیک فلسطینی در اسرائیل است. این صومعه، بر خلاف سایر روستاهای فلسطینی منطقه بیت المقدس، از نکبت ۱۹۴۸، اصطلاحی که فلسطینیها برای اشاره به پاکسازی قومیتی وسیع آن سال در فلسطین بکار میبرند، جان سالم به در برده و امروزه، در حومه غربی شهر بیت شمش، استان اورشلیم می باشد.